# Хардин (окръг, Илинойс)
Окръг Хардин (на английски: Hardin County) е окръг в щата Илинойс, Съединени американски щати. Площта му е 471 km², а населението - 4800 души (2000). Административен център е село Елизабеттаун.